# Idalus vitreoides
Idalus vitreoides är en fjärilsart som beskrevs av Rothschild 1922. Idalus vitreoides ingår i släktet Idalus och familjen björnspinnare. Inga underarter finns listade i Catalogue of Life.